# 2841 Puijo
2841 Puijo eller 1943 DM är en asteroid i huvudbältet som upptäcktes den 26 februari 1943 av den finska astronomen Liisi Oterma vid Storheikkilä observatorium. Den har fått sitt namn efter  Puijo vid Kallavesi.
Asteroiden har en diameter på ungefär 6 kilometer och den tillhör asteroidgruppen Flora.